# 4965 Takeda
4965 Takeda è un asteroide della fascia principale. Scoperto nel 1981, presenta un'orbita caratterizzata da un semiasse maggiore pari a 2,9191472 UA e da un'eccentricità di 0,0609194, inclinata di 0,89731° rispetto all'eclittica.